# سليمان الدخيل
سليمان صالح الدخيل (1873- 28 كانون الأول 1944) هو مسؤول عراقي، ورحالة وأحد رواد العمل الصحفي في العراق مِن قبيلة الدواسر، أصله من منطقة القصيم ولد في مدينة بريدة في العام 1873، وهاجر من نجد نحو العراق ثم اتجه إلى الهند وعاد للعراق، حتى توفي في بغداد في الـ 12 من محرم سنة 1364/ 1944. أسس دارا للنشر وأصدر عدة إصدارات صحفية تضمنت مجلة وجريدتين، وكتب للعديد من المطبوعات العراقية. ويعدّ من أوائل الصحفيين النجديين في العراق.

## نشأته
وهو ابن لعائلة نجدية تنحدر من قبيلة الدواسر أحد القبائل القحطانية نشأ سليمان الدخيل في مدينة بريدة، تلقى تعليمه الأولي في مايطلق عليه بالكتاتيب، تعلم فيها القراءة والكتابة والحساب، وعلوم الشريعة إلى جانب حفظه للقرآن.

## أسرته
قال سليمان بن عبد الله التويجري الذي هو ابن بنت سليمان الدخيل، "الأستاذ سليمان الدخيل تزوج من لؤلؤة بنت إبراهيم الربدي، وزواجه من لؤلؤة الربدي هي أول زيجاته عام ١٣٢٦ هـ. حيث عاد من الهند والعراق في هذا العام إلى بريدة وبيَّت أن يلقي عصا الترحال ويستقر في بريدة، فتزوج من لؤلؤة الربدي عام ١٣٢٦ هـ وأنجبت له بنتًا هي الوالدة حصة عام ١٣٢٧ هـ، ولم تكتحل عيناه برؤيتها، حيث خرج من القصيم وهي حمل في بطن أمها، وذلك عندما دخل الملك عبد العزيز إلى بريدة لأن الدخيل كان مواليًا لإمارة الرشيد والدولة العثمانية، لذلك خرج إلى بغداد وقام بتحرير جريدة (الرياض) وإن كان رجع بعد ذلك إلى نجد فقد رجع إلى حائل والمدينة، ولم يرجع إلى القصيم أبدًا، وهروبه من العراق إلى المدينة كما حدثتني الوالدة أنه كتب في الجريدة نقدًا شديدًا وسبًا لوالي العراق مما جعل الوالي يرفع ذلك للدولة في الاستانة فجاء رد البرقية من الوالي التركي إلى بغداد بقتله، ولكن موظفي البرق أخبروا الدخيل قبل تسليم البرقية للوالي مما جعله يتمكن من الهروب إلى المدينة النبوية.
وقد تزوج من أهل العراق من ابنة عمه نجدية الأصل وهي رقية بنت سليمان الدخيل، أنجبت له ابنًا (فيصل) وبنتا (آمنة)، ثم تزوج من امرأة أرمنية وأنجبت له سعدون...أما والد سليمان وهو صالح بن دخيل بن جار الله فهو عراقي المولد، أما المنشأ فهو عراقي نجدي، فقد انتقل والده دخيل من بريدة إلى بغداد وتزوج من هناك من بادية العراق وأنجب أبناء وبنات لا أعرف عنهم شيئًا".

## حياته
شارك سليمان ضمن رحلات أهل نجد للدول والمناطق المجاورة، وبعد أن أتم رحلاته في الهند والزبير والمدينة المنورة والبصرة عاش في كرخ بغداد. وأنشأ دار للطباعة والنشر والتأليف، ومجلة عربية. وبسبب معارضته للسلطان التركي في ذلك الوقت حُكم عليه بالسجن، ليهرب بعد ذلك إلى المدينة المنورة ثم يعود بعد فترة لبغداد ويستقر فيها بعد قيام الحكم الوطني في العراق، ليتدرج بالمناصب حتى أصبح قائمقام قضاء الجبايش في لواء المنتفق.

## إصداراته
-افتتح دار نشر وأطلق من خلالها في عام 1910 صحيفة (الرياض)، وهي جريدة أسبوعية أدبية.وافتتح مطبعة (الرياض) في بغداد. وتنسب جريدة (الرياض) إلى عمه جار الله الدخيل.
- اصدر كتاب العقد المتلالئ في حساب اللآلئ طبع في مطبعة الترقي في بمبي.
- اصدر رسالة بعنوان الوهابية في 16 صفحة وذلك عام 1913م.
-أصدر في عام 1912 مجلة (الحياة) بالتعاون مع صديقه العراقي إبراهيم حلمي، وهي مجلة شهرية سياسية، اقتصادية واجتماعية.
-أصدر في عام 1931 جريدة (جزيرة العرب) بالتعاون مع صديقه داوود العجيل، وهي جريدة أسبوعية عامة.
وتوقفت المطبوعات عن الصدور لأسباب متعددة.

## مناصبه
- قائم مقام قضاء عانة في شهر نيسان سنة 1921.
- مدير ناحية بلد سنة 1923.
- مدير ناحية المحمودية، فالكوفة في شهر حزيران سنة 1925.
- قائم مقام قضاء الجبايش سنة 1927.
- مدير تحريرات كربلاء سنة 1934.
- مدير تحريرات الناصرية سنة 1938.[12]
- ملاحِظ في مديرية الدعاية العامة.

## وفاته
قال الشيخ إبراهيم آل عبد المحسن في كتابه (تذكرة أولي النهى والعرفان) "وقد رأيته عام اثنين وستين بعد الألف وثلاثمائة في مكة المكرمة بعد الحج، وكان كبر سنه وثقل مربيًا للحيته وعليه لباس العرب القميص والشماغ والبشت، ولكنني لم أتمكن من البحث معه لضيق الوقت ويذكر أنه طاف البلاد وذهب إلى الهند وبغداد والمدينة المنورة كانت وفاته بعد رؤيتي له بسنتين رحمه الله"،
توفي يوم الخميس في بغداد بتاريخ 12 محرم سنة 1364ه (1944م)، ورثاه رفائيل بطي في مقالة عنوانها «وفاة صحافي عراقي»، ورثاه عبد القادر البراك في مقالة عنوانها «للتاريخ فقط، من ضحايا الصحافة في العراق» حيث ذكر عبد القادر البراك أن الدخيل "من ضحايا القلم النظيف في العراق".